# Меєруш
Меєруш (рум. Măieruș) — село у повіті Брашов в Румунії. Адміністративний центр комуни Меєруш.
Село розташоване на відстані 168 км на північ від Бухареста, 27 км на північ від Брашова.

## Населення
За даними перепису населення 2002 року у селі проживали 1632 особи.
Національний склад населення села:
| Національність | Кількість осіб | Відсоток |
| -------------- | -------------- | -------- |
| румуни         | 1080           | 66,2%    |
| цигани         | 414            | 25,4%    |
| німці          | 110            | 6,7%     |
| угорці         | 28             | 1,7%     |

Рідною мовою назвали:
| Мова      | Кількість осіб | Відсоток |
| --------- | -------------- | -------- |
| румунська | 1503           | 92,1%    |
| німецька  | 108            | 6,6%     |
| угорська  | 21             | 1,3%     |